# Шванштетен
Шванштетен (њем. Schwanstetten) град је у њемачкој савезној држави Баварска. Једно је од 16 општинских средишта округа Рот. Према процјени из 2010. у граду је живјело 7.407 становника. Посједује регионалну шифру (AGS) 9576132.

## Географски и демографски подаци
Шванштетен се налази у савезној држави Баварска у округу Рот. Град се налази на надморској висини од 350 метара. Површина општине износи 32,4 km². У самом граду је, према процјени из 2010. године, живјело 7.407 становника. Просјечна густина становништва износи 229 становника/km².